# Абдалла, Амир
Амир Абдалла (англ. Ameer Abdullah; 13 июня 1993, Хомвуд, Алабама) — американский футболист, раннинбек клуба НФЛ «Лас-Вегас Рэйдерс». На студенческом уровне играл за команду университета Небраски. На драфте НФЛ 2015 года выбран во втором раунде.

## Биография

### Любительская карьера
Амир Абдалла родился 13 июня 1993 года. Младший из девяти детей в семье. Окончил старшую школу в Хомвуде. В старших классах он начал работать с бывшим игроком НФЛ Отисом Левереттом. Абдалла хотел продолжить образование в Обернском университете, но там его планировали использовать в качестве игрока защиты. Сильная футбольная программа Алабамского университета не рассматривала его как игрока основного состава сразу. По этим причинам он сделал выбор в пользу университета Небраски.
За университетскую команду Абдалла начал играть с первого года учёбы. Со второго курса он стал игроком стартового состава команды. После окончания сезона 2013 года, в котором он набрал 1690 ярдов на выносе и вместе с командой выиграл Гейтор Боул, ему прогнозировали ранний выбор на драфте и, как следствие, солидный контракт. Абдалла отклонил предложение выставить свою кандидатуру на драфт, чтобы сначала получить высшее образование по примеру своих братьев и сестёр. В том же году он вошёл в число претендентов на Доук Уокер Эворд, вручаемую лучшему раннинбеку студенческого футбола, и был включён в сборную звёзд страны.  

#### Статистика выступлений в NCAA
| Сезон | Команда              | Игры | Приём | Приём | Приём | Приём | Вынос | Вынос | Вынос | Вынос |
| Сезон | Команда              | Игры | Rec   | Yds   | Y/A   | TD    | Att   | Yds   | Y/A   | TD    |
| ----- | -------------------- | ---- | ----- | ----- | ----- | ----- | ----- | ----- | ----- | ----- |
| 2011  | Небраска Корнхаскерс | 13   | 1     | 11    | 11,0  | 0     | 42    | 150   | 3,6   | 3     |
| 2012  | Небраска Корнхаскерс | 14   | 24    | 178   | 7,4   | 2     | 226   | 1137  | 5,0   | 8     |
| 2013  | Небраска Корнхаскерс | 13   | 26    | 232   | 8,9   | 2     | 281   | 1690  | 6,0   | 9     |
| 2014  | Небраска Корнхаскерс | 13   | 22    | 269   | 12,2  | 3     | 264   | 1611  | 6,1   | 19    |
| Всего | Всего                | 53   | 73    | 690   | 9,5   | 7     | 813   | 4588  | 5,6   | 39    |

### Профессиональная карьера
Перед выходом на драфт 2015 года аналитики лиги отмечали его высокий футбольный интеллект и понимание игры, отсутствие лишних движений перед рывком. В течение последних двух лет карьеры в колледже он не допускал потерь при приёме передач и мог быть полезен выбравшей его команде в пасовом нападении. Оценивая перспективы игрока, прогнозировалось что он с первого же сезона может быть задействован в спецкомандах при возвратах. Минусом называли недостаток физических данных и невысокую скорость бега по маршрутам. Ещё одном проблемой мог стать контроль мяча при выносе. За четыре года в составе «Корнхаскерс» Абдалла допустил тринадцать фамблов. Во втором раунде под общим 54 номером его выбрал «Детройт».
В дебютном сезоне в НФЛ Абдалла сделал 143 выноса, набрав 597 ярдов с двумя тачдаунами и четырьмя фамблами. Во второй игре сезона 2016 года против «Теннеси Тайтенс» он получил травму сустава Лисфранка, из-за которой пропустил оставшиеся игры чемпионата. Вернувшись на поле в 2017 году он уверенно провёл первые четыре игры, набрав 86 и 94 ярда против сильных оборонительных линий «Нью-Йорк Джайентс» и «Миннесоты» соответственно. В оставшихся играх он ни разу не смог преодолеть рубеж в 55 выносных ярдов за матч. Позднее Абдалла получил травму плеча и уступил место в составе Тиону Грину.
Перед началом сезона 2018 года «Лайонс» подписали контракт с ветераном Лагарретом Блаунтом, а также выбрали на драфте Кэрриона Джонсона. Абдалла вышел на поле всего в трёх играх, набрав один ярд на выносе и восемнадцать на приёме. В начале ноября «Детройт» отчислил его, после чего игрок подписал контракт с «Миннесотой». В составе «Вайкингс» он провёл семь матчей, выходя на поле в качестве специалиста по возврату. В марте 2019 года Абдалла подписал с клубом контракт на один год. Руководство «Миннесоты» рассматривало его в качестве дублёра для основного раннинбека Делвина Кука. Он сыграл во всех шестнадцати матчах регулярного чемпионата, в основном выполняя обязанности возвращающего. Большую часть розыгрышей в нападении он провёл в последних трёх матчах, когда из-за травм выбыли из строя Кук и Александер Маттисон. Всего за сезон Абдалла набрал 115 ярдов на выносе и 88 ярдов на приёме. В марте 2020 года он подписал новый однолетний контракт. Его роль в атаке «Вайкингс» стала ещё менее значительной, он набрал только 42 ярда выносом и 58 ярдов на приёме, но отличился двумя тачдаунами. В 2021 году он сыграл в шести матчах чемпионата и в октябре был отчислен.
После ухода из «Миннесоты» Абдалла подписал контракт с «Каролиной». За новую команду он провёл одиннадцать матчей, в основном проявив себя в пасовом нападении, где на его счету было 272 ярда на приёме и один тачдаун. В марте 2022 года в статусе свободного агента он заключил соглашение с клубом «Лас-Вегас Рэйдерс».

#### Статистика выступлений в НФЛ

##### Регулярный чемпионат
| Сезон | Команда            | Игры | Приём | Приём | Приём | Приём | Вынос | Вынос | Вынос | Вынос |
| Сезон | Команда            | Игры | Rec   | Yds   | Y/A   | TD    | Att   | Yds   | Y/A   | TD    |
| ----- | ------------------ | ---- | ----- | ----- | ----- | ----- | ----- | ----- | ----- | ----- |
| 2015  | Детройт Лайонс     | 16   | 25    | 183   | 7,3   | 1     | 143   | 597   | 4,2   | 2     |
| 2016  | Детройт Лайонс     | 2    | 5     | 57    | 11,4  | 1     | 18    | 101   | 5,6   | 0     |
| 2017  | Детройт Лайонс     | 14   | 25    | 162   | 6,5   | 1     | 165   | 552   | 3,3   | 4     |
| 2018  | Детройт Лайонс     | 3    | 2     | 18    | 9,0   | 0     | 1     | 1     | 1,0   | 0     |
| 2018  | Миннесота Вайкингс | 7    | 1     | 10    | 10,0  | 0     | 0     | 0     | 0,0   | 0     |
| 2019  | Миннесота Вайкингс | 16   | 15    | 88    | 5,9   | 1     | 23    | 115   | 5,0   | 0     |
| 2020  | Миннесота Вайкингс | 16   | 8     | 58    | 7,3   | 2     | 8     | 42    | 5,3   | 0     |
| 2021  | Миннесота Вайкингс | 6    | 3     | 17    | 5,7   | 0     | 7     | 30    | 4,3   | 0     |
| 2021  | Каролина Пэнтерс   | 11   | 35    | 272   | 7,8   | 1     | 44    | 136   | 3,1   | 0     |
| Всего | Всего              | 91   | 119   | 865   | 7,3   | 7     | 409   | 1574  | 3,8   | 6     |

##### Плей-офф
| Сезон | Команда            | Игры | Приём | Приём | Приём | Приём | Вынос | Вынос | Вынос | Вынос |
| Сезон | Команда            | Игры | Rec   | Yds   | Y/A   | TD    | Att   | Yds   | Y/A   | TD    |
| ----- | ------------------ | ---- | ----- | ----- | ----- | ----- | ----- | ----- | ----- | ----- |
| 2019  | Миннесота Вайкингс | 2    | 1     | 7     | 7,0   | 0     | 1     | 9     | 9,0   | 0     |
| Всего | Всего              | 2    | 1     | 7     | 7,0   | 0     | 1     | 9     | 9,0   | 0     |